# Schulenbek
L'Schulenbek és un afluent desaparegut del Wandse a Hamburg.
Desguassava el geest del barri de Hamm. Tenia un cabal escàs, que tot i això era suficient per alimentar una sèrie d'estanys. El 1899 encara era un rierol obert, no hi ha traça de les circumstàncies de la seva desaparició. A la superfície només subsisteix el topònim Schulenbeksweg (carrer de l'Schulenbek).